# أتا بلاغي
أتا بلاغي هي قرية في مقاطعة بوكان، إيران. يقدر عدد سكانها بـ 305 نسمة بحسب إحصاء 2016.